# Chauvirey-le-Châtel
 Chauvirey-le-Châtel  es una población y comuna francesa, situada en la región de Franco Condado, departamento de Alto Saona, en el distrito de Vesoul y cantón de Vitrey-sur-Mance.

## Demografía
| 213 | 182 | 200 | 194 | 150 | 149 | 124 |
| Para los censos de 1962 a 1999 la población legal corresponde a la población sin duplicidades (Fuente: INSEE [Consultar]) |     |     |     |     |     |     |